# Koko Archibong
Aniekan Okon Archibong, detto Koko (New York, 10 maggio 1981), è un ex cestista statunitense con cittadinanza nigeriana, professionista in Europa.

## Carriera
Con la Nigeria ha disputato i Giochi olimpici di Londra 2012.

## Palmarès
- Campionato francese: 1

Pau-Orthez: 2003-04
- Campionato tedesco: 1

Brose Bamberg: 2004-05